# Antanas Mockus
Aurelijus Rutenis Antanas Mockus Šivickas (Bogotà, 25 marzo 1952) è un filosofo, matematico e politico colombiano di origini lituane, conosciuto per i metodi innovativi di gestione politica e amministrativa attraverso un massiccio ricorso a discipline pedagogiche e artistiche, che hanno contribuito al riconoscimento del modello-Bogotà. Mockus è stato sindaco della capitale colombiana in due occasioni (1995-1997 e 2001-2004), candidato alla Vicepresidenza della Repubblica (1998) e alla Presidenza della Repubblica (2010). Dal luglio 2018 è Senatore della Repubblica.

## Biografia
Figlio di Alfonsas Mockus e della scultrice e ceramista Nijolė Šivickas, immigrati lituani in Colombia, Mockus si è diplomato al Liceo Francese di Bogotà nel 1969. Ha studiato Matematica e Filosofia a Digione. Nel 1975 è stato nominato assistente nel Dipartimento di Scienze Matematiche dell'Università Nazionale della Colombia, di cui in seguito è divenuto Professore Associato. Tra il 1980 e il 1988 è stato membro e direttore del gruppo di ricerca Federici, fondato dal matematico italiano Carlo Federici e attivo nell'ambito dell'educazione e dell'insegnamento scientifico in Colombia.
Nel 1988 ha ottenuto un master in Filosofia all'Università Nazionale della Colombia ed è stato designato vicerettore accademico. Nel 1991, già membro fondatore della Società Colombiana di Epistemologia, è stato nominato Rettore dell'Università Nazionale. Ha inaugurato quindi una stagione di sperimentazione all'interno dell'accademia, durante la quale, attraverso un massiccio ricorso all'arte performativa, sollecitando inedite riflessioni circa il rapporto di potere tra il corpo docente e gli studenti. La rettoria di Mockus ha trovato però fine improvvisa il 28 ottobre 1993, quando si è abbassato i pantaloni e ha mostrato il fondoschiena a una platea studentesca in contestazione. L'incidente è diventato scandalo nazionale e Mockus è stato costretto a rassegnare le dimissioni.
Forte della nuova popolarità, Mockus ha presentato la propria candidatura (indipendente) alle elezioni municipali di Bogotà, proponendo una campagna atipica e senza pubblicità, fondata su un massiccio ricorso all'arte, alla pedagogia e alla creatività. Il 1º gennaio 1995 è stato eletto sindaco della capitale colombiana e ha inaugurato un governo formato esclusivamente da accademici, senza nessuna connessione con il mondo politico colombiano.

## Vita politica

### Sindaco di Bogotà (1995-1998 e 2001-2004)
L'amministrazione Mockus è segnata da una profonda rottura con il passato. Grazie all'assenza di relazioni clientelari da rispettare, Mockus ha potuto agire in libertà, lavorando soprattutto sulla ricostruzione della percezione della città quale spazio condiviso. Nel corso dei sei anni di governo, suddivisi durante due mandati, sono state risanate le casse cittadine attraverso il ricorso a una tassazione su base volontaria sostenuta da una maggiore trasparenza amministrativa. È diminuito del 50% l'indice statistico dei morti o dei feriti per violenza o per traffico, grazie a un'imponente campagna pedagogica per individuare le cause della violenza. Attraverso il programma "Cultura Civica", inaugurato da Mockus, centinaia di vigili urbani corrotti sono stati sostituiti da clowns, mimi e attori teatrali. Sono state proposte le "notti delle donne", notti di coprifuoco volontario per gli uomini, durante le quali soltanto le donne potevano circolare per strada, e importanti campagne di risparmio volontario dell'acqua. È stata proposta un'importante campagna per il disarmo volontario, sostenuta da azioni pedagogiche volte a illustrare le conseguenze del porto d'armi illecito. L'azione politica di Mockus, fondata su una maggiore responsabilizzazione dei cittadini e un minore intervento delle forze dell'ordine, ha generato importanti risultati nell'ambito di una politica pedagogica applicata su scala massiva.
Nel corso delle sue gestioni non sono mancate apparizioni eccentriche, come il matrimonio celebrato in un circo con la sociologa Adriana Cordoba, alla presenza di sacerdoti delle principali confessioni religiose e di due tigri del Bengala quali testimoni. In occasione delle elezioni presidenziali del 1998, è divenuto celebre il bicchiere d'acqua versato in faccia al candidato Horacio Serpa per illustrare, attraverso i meccanismi di violenza simbolica introdotti a inizio anni '70 dal sociologo Pierre Burdieu, una nuova forma di violenza attraverso la quale risolvere gli annosi problemi della Colombia. Mockus si è inoltre reso celebre per il vestito da supereroe ("SuperCivico") indossato in alcune campagne per ridurre l'inquinamento visivo e sonoro della città. 

### Candidato presidenziale per il Partito Verde (2010)
Dopo alcuni anni in cui Mockus ha ripreso l'attività accademica (Università di Harvard, Università di Oxford, Università della Virginia), è stato nominato "lituano dell'anno" (2004) e ha partecipato alle elezioni presidenziali del 2006, ottenendo il quarto posto; nel 2009 ha presentato il Partido Verde, nuova forza politica guidata da tre ex-sindaci di Bogotà (oltre a Mockus, anche Luis Edoardo Garzón ed Enrique Peñalosa).
La campagna è stata segnata dalla proposta delle primarie, inedite in Colombia, durante le quali ognuno dei tre candidati invitava a votare per uno degli altri due, lodandone le rispettive qualità. La vittoria di Mockus alle primarie, unite all'alto numero di partecipanti al voto, ha generato un'onda di entusiasmo che ha progressivamente trasformato la campagna elettorale in un movimento generazionale, definito dai politologi Ola Verde (Onda Verde). Complice l'alleanza tra Mockus e il candidato presidente indipendente Sergio Fajardo, matematico ed ex-sindaco di Medellín, nei primi giorni di aprile il numero degli elettori intenzionati a votare per Mockus ha iniziato a crescere esponenzialmente, trascinando il Partito Verde in testa alle intenzioni di voto. Negli stessi giorni, un gruppo di accademici internazionalmente riconosciuti, tra i quali il filosofo Jürgen Habermas, ha pubblicamente espresso il proprio sostegno alla candidatura di Mockus in Colombia. Tuttavia, l'ultima stagione di campagna elettorale è stata segnata da un inasprimento della strategia del candidato presidenziale Juan Manuel Santos, principale aspirante alla presidenza. A pochi giorni delle elezioni la stampa ha rivelato come a Mockus fosse stato diagnosticato il Morbo di Parkinson, segnando un cambio nelle intenzioni di voto.Il 30 maggio 2010, con il 21.49% dei voti, Mockus ha ottenuto il secondo posto alle urne, raggiungendo il ballottaggio con Juan Manuel Santos. In questa seconda tornata, Mockus non ha raggiunto la presidenza, ma ha ottenuto 3.588.819 voti, pari al 27.5% del totale.
Tuttavia, il messaggio di pace lanciato dall'Onda Verde è stato raccolto da Juan Manuel Santos, che ha inaugurato un programma di governo segnato dal dialogo con le FARC per raggiungere un'intesa di pace (nel 2015 a Santos verrà assegnato il Premio Nobel per la Pace). Mockus ha progressivamente offerto il suo appoggio a tale programma politico, sancito dal sostegno ufficiale alla rielezione di Santos nel 2014. L'intero processo è raccontato dal documentario Life is Sacred, diretto dal regista danese Andreas Dalsgaard.

### Senatore della Repubblica (2018-2022)
Nel dicembre 2017, dopo 8 anni lontano dalla politica attiva, Mockus ha annunciato la sua candidatura al Senato della Repubblica. Alle elezioni dell'11 marzo 2018, è risultato il secondo senatore più votato, con un totale di 536.252 voti (alle spalle dell'ex presidente Álvaro Uribe). Mockus, che in riferimento alla sua passata azione pedagogica in politica si è definito "Senatore in Formazione", nell'attuale legislatura rappresenta un baluardo nella difesa degli accordi Pace firmati tra il Governo e le FARC nel 2016.

## Carriera artistica
Nonostante sia principalmente conosciuto per la sua azione politica, Antanas Mockus gode di un ottimo credito nel circuito dell'arte contemporanea, a causa del massiccio utilizzo dei meccanismi della performance e dell'installazione artistica
La carriera artistica di Mockus è stata sancita dall'invito a partecipare alla 7ª Biennale di Berlino nel 2012: in quell'occasione, l'ex sindaco di Bogotá ha presentato l'installazione Blood Ties, opera di sub-art pensata per favorire una riflessione circa il ruolo di ogni singolo membro della società nella soluzione della piaga del narcotraffico in America Latina.

## Mockus nella cultura pop
La sua stravaganza metodologica, unita agli importanti risultati raggiunti a Bogotà durante le sue amministrazioni pubbliche e al fenomeno della "Onda Verde" nel 2010, hanno convertito Mockus in un personaggio universalmente celebre e rispettato nella cultura popolare colombiana contemporanea. La sua figura, associata a un certo anticonformismo e alla continua ricerca di soluzioni alternative per risolvere problematiche reali, è divenuta sinonimo d'integrità ed onestà ed è riconosciuta in tutto il paese sudamericano. La nuova visibilità politica è stata talvolta oggetto di attacchi a causa della sua malattia (il morbo di Parkinson). A partire dal 2019, Mockus ha intrapreso efficaci azioni comunicative per sensibilizzare l'opinione pubblica colombiana sul rispetto verso le disabilità
L'azione di Antanas Mockus è stata studiata dall'Università di Harvard, che nel 2017 ha pubblicato il saggio Cultural Agents Reloaded: The Legacy of Antanas Mockus. In Italia, è stato pubblicato il saggio Un Sindaco fuori del comune. La democrazia partecipativa esiste. Storia di Antanas Mockus, SuperSindaco di Bogotà, a cura di Sandro Bozzolo.
Antanas Mockus è inoltre coprotagonista di quattro film documentari, l'ultimo dei quali, Nijole, è diretto da Sandro Bozzolo e coprodotto da Max Chicco.
Nel novembre 2018, il Museo della Ceramica di Mondovì ha inaugurato la mostra What Would An Artist Do? Nijolė Šivickas & Antanas Mockus, Arte e Politica, dedicata all'innovativa azione politico-artistica avvenuta a Bogotà.

## Filmografia
- Bogotà Change, regia di Andres Dalsgaard, 2009
- La Ola Verde (Antanas' Way), regia di Margarita Martínez, 2011
- Life is Sacred, regia di Andres Dalsgaard, 2015
- Nijole, regia di Sandro Bozzolo, 2018